# Akash
Akash, dawniej AK-47, właśc. Adam Kubiak (ur. 1991 w Poznaniu) – polski raper.

## Życiorys

### Życie prywatne
Urodził się w Poznaniu; niemal całe życie jest związany z Warszawą, do której przeprowadził się w wieku 4 lat wraz z rodziną. Tam też obecnie mieszka.

### Kariera
Zadebiutował wydanym 14 września 2013 roku albumem pt. Autopsja. Utrzymany w stylistyce hardcore rapu materiał wydała oficyna Proper Records w dystrybucji Fonografiki. Gościnnie w nagraniach wzięli udział m.in. Max, Jongmen i Hinol. Produkcji podjął się Francuz – MSB. Płyta uplasowała się na 19. miejscu listy najpopularniejszych albumów w Polsce (OLiS). W ramach promocji do pochodzących z albumu utworów „Nerwobóle”, „Ostrożności nigdy dosyć”, „Znów igrasz z losem”, „Gorillo in the Jungle” i „Dary” zostały zrealizowane teledyski.
10 lutego 2015 roku ukazał się drugi solowy album rapera pt. Pierwszy dzień w piekle, wydany przez District Area w dystrybucji My Music. Za produkcję odpowiadają MSB i Patryk Kumór. Nagrania dotarły do 8. miejsca zestawienia OLiS. 18 listopada 2016 roku ukazał się trzeci solowy album rapera pt. Czyściec, wydany District Area. Łączy on cechy rapu z paletą instrumentów. To także duży krok naprzód w rozwoju jego twórczości i eksperymentowaniu z muzyką. Czyściec to kontynuacja oraz zwieńczenie trylogii płyt Autopsja (2013), Pierwszy dzień w piekle (2014) oraz Czyściec (2016). Utwory poprzedzone są częściami fabularnymi – Aktami. Wydanie albumowe, z książką (64 strony), zawiera 2CD.
8 maja 2020 roku wydał czwarty solowy album pt. Źródło.
8 listopada 2022, za pomocą mediów społecznościowych, poinformował fanów o zmianie pseudonimu na Akash. Dwa dni później nagrał utwór zatytułowany „Mowa rakshasas” (już pod nowym pseudonimem), tym samym rozpoczynając preorder nowej płyty Moje melancholie.

## Dyskografia
Albumy studyjne
| Tytuł                   | Dane dot. albumu                                               | Pozycja na liście |
| Tytuł                   | Dane dot. albumu                                               | POL               |
| ----------------------- | -------------------------------------------------------------- | ----------------- |
| Autopsja                | - Data: 14 września 2013 - Wydawca: Proper Records/Fonografika | 19                |
| Pierwszy dzień w piekle | - Data: 10 lutego 2015 - Wydawca: District Area/My Music       | 8                 |
| Czyściec                | - Data: 18 listopada 2016 - Wydawca: District Area/My Music    | 12                |
| Źródło                  | - Data: 8 maja 2020 - Wydawca: District Area/My Music          | 4                 |
| Moje melancholie        | - Data: 16 grudnia 2022 - Wydawca: District Area/My Music      | 9                 |

Występy gościnne
| Album                                       | Rok  | Utwór | Źródło |
| ------------------------------------------- | ---- | --- | ------ |
| Badocha, Sztywny – O tym, o czym nie wypada | 2010 | „Jak ty na to patrzysz” (gościnnie: Spajder, AK-47)                                                                       | [ 18 ] |
| Jongmen – Kontrapunkt                       | 2013 | „Widzę sens” (gościnnie: Kacper, AK-47, Ariel)                                                                            | [ 19 ] |
| Polska Wersja – Powrót do przeszłości       | 2013 | „Rozsądek” (gościnnie: AK-47)                                                                                             | [ 20 ] |
| Karat – Polsko-warszawski                   | 2014 | „Co ci zależy?” (gościnnie: AK-47)                                                                                        | [ 21 ] |
| Chada, RX – Efekt porozumienia              | 2014 | „Proceder” (gościnnie: Mafatih, AK-47)                                                                                    | [ 22 ] |
| Popek (utwór niealbumowy)                   | 2014 | „Mad House” (gościnnie: Żabol, Merky ACE, TKO, Ego UK, Porchy, Nizioł, Sokół, Jay 3, Smoky Mo, Egon, AK-47, Bosski Roman) | [ 23 ] |
| Nizioł – Pretekst                           | 2014 | „Gehenna” (gościnnie: AK-47)                                                                                              | [ 24 ] |
| Śliwa – Chłopak z sąsiedztwa                | 2015 | „Czy zapłaczesz po mej śmierci” (gościnnie: Jano, AK-47)                                                                  | [ 25 ] |
| Steel Banging – Dwie strony świata          | 2015 | „Ulica to nie gra” (gościnnie: Żary, AK-47, Egon)                                                                         | [ 26 ] |

## Teledyski
| Tytuł                                          | Rok  | Reżyseria/Realizacja                 | Album                   | Źródło |
| ---------------------------------------------- | ---- | ------------------------------------ | ----------------------- | ------ |
| „Nerwobóle”                                    | 2012 | Ignacy Matuszewski, Konrad Olszewski | Autopsja                | [ 5 ]  |
| „Ostrożności nigdy dosyć”                      | 2013 | Wenot                                | Autopsja                | [ 6 ]  |
| „Znów igrasz z losem”                          | 2013 | Ignacy Matuszewski, Konrad Olszewski | Autopsja                | [ 7 ]  |
| „Gorillo in the Jungle” (gościnnie: Jano TZWM) | 2013 | Ignacy Matuszewski, Konrad Olszewski | Autopsja                | [ 8 ]  |
| „Dary” (gościnnie: Hinol)                      | 2014 | Patryk Jurek                         | Autopsja                | [ 9 ]  |
| „Droga do piekła”                              | 2014 | Damian Grabarski, Szymon Szymański   | —                       | [ 27 ] |
| „#Hot16Challenge”                              | 2014 | —                                    | —                       | [ 28 ] |
| „Prolog”                                       | 2014 | Czeburaszka Production               | Pierwszy dzień w piekle | [ 29 ] |
| „Superbia”                                     | 2014 | Czeburaszka Production               | Pierwszy dzień w piekle | [ 30 ] |
| „Avaritia”                                     | 2015 | Czeburaszka Production               | Pierwszy dzień w piekle | [ 31 ] |
| „Luxuria”                                      | 2015 | Czeburaszka Production               | Pierwszy dzień w piekle | [ 31 ] |
| „Invidia”                                      | 2015 | Czeburaszka Production               | Pierwszy dzień w piekle | [ 32 ] |
| „Gula”                                         | 2015 | Czeburaszka Production               | Pierwszy dzień w piekle | [ 33 ] |
| „Ira”                                          | 2015 | Czeburaszka Production               | Pierwszy dzień w piekle | [ 34 ] |
| „Acedia”                                       | 2015 | Czeburaszka Production               | Pierwszy dzień w piekle | [ 35 ] |
| „Saligia”                                      | 2015 | Czeburaszka Production               | Pierwszy dzień w piekle | [ 36 ] |
| „Epilog”                                       | 2015 | Czeburaszka Production               | Pierwszy dzień w piekle | [ 37 ] |
| „Jeden krok”                                   | 2015 | Ignacy Matuszewski, Konrad Olszewski | —                       | [ 38 ] |
| „Droga ku... Czyśćcu!”                         | 2015 | Sztukson Studio                      | —                       | [ 39 ] |